# Pont du Perthuis-au-Loup

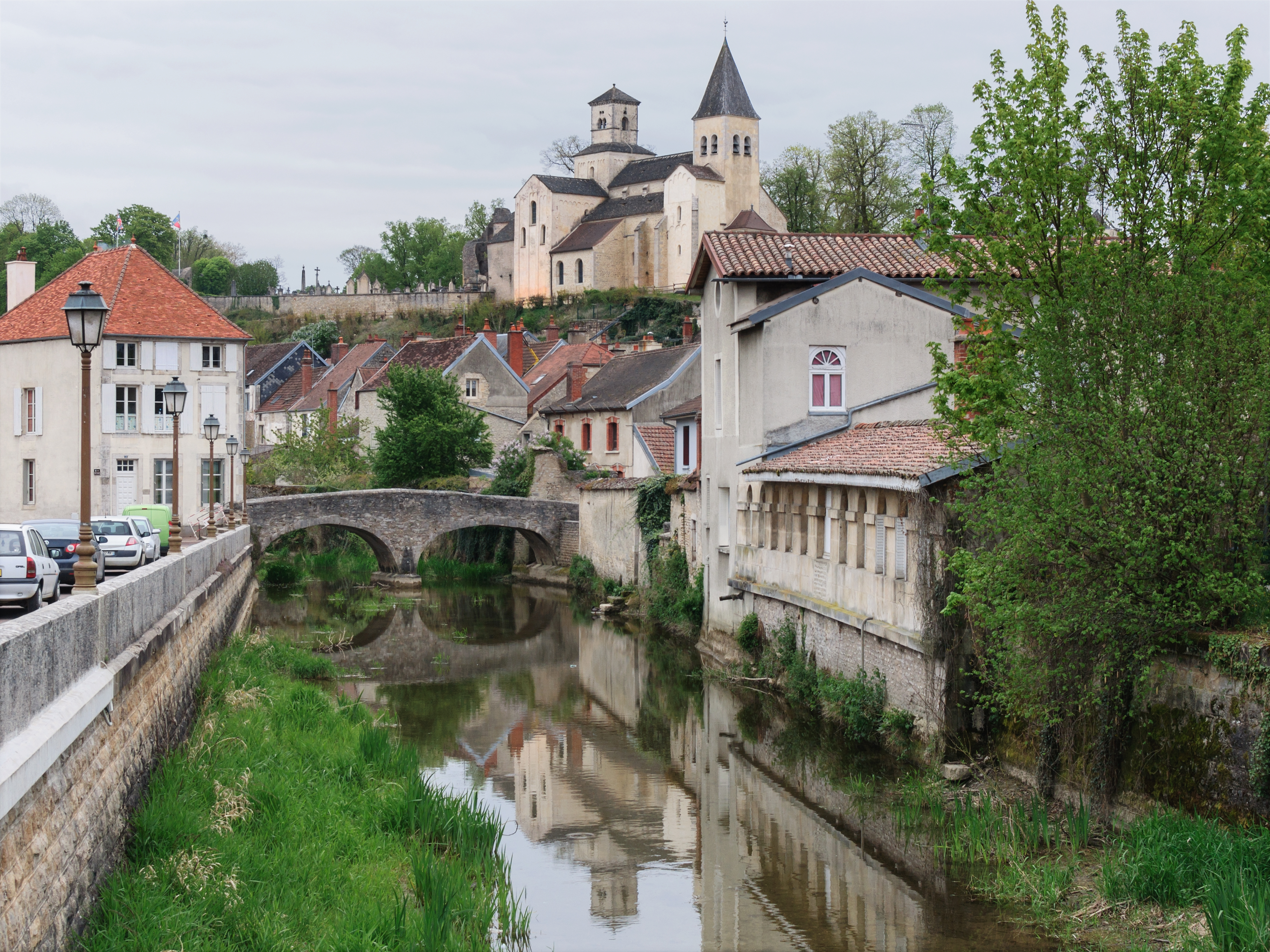
Pont du Perthuis-au-Loup

Der Pont du Perthuis-au-Loup ist eine denkmalgeschützte Kalksteinbrücke, die in der Innenstadt von Châtillon-sur-Seine die Seine überspannt. Sie wurde 1713 anstelle einer alten Steinbrücke namens Pont Michel erbaut, die ihrerseits 1658 eine hölzerne Fußgängerbrücke mit dem Namen Trou-au-Loup ersetzte. Den Auftrag für den Bau der Brücke erhielt am 3. Juni 1713 der Maurermeister Claude Bourdot aus Châtillon.
Der Pont du Perthuis-au-Loup ist seit dem 16. Juni 1928 im Denkmalverzeichnis als Monument historique eingetragen.